# Ljubomir Marić
Ljubomir Marić (in serbo Љубомир Марић?; Galovići, 18 gennaio 1878 – Belgrado, 11 agosto 1960) è stato un generale e politico serbo naturalizzato jugoslavo.

## Biografia
Nacque a Galovići, un villaggio della municipalità di Kosjerić, il 18 gennaio 1878, figlio di Marinko e Anica Cuja. Frequentò le scuole elementari a Kosjerić, il Liceo a Valjevo e nel 1895 si iscrisse al Liceo militare inferiore di Belgrado. Nel 1897 si arruolò nell'esercito serbo, iniziando a frequentare l'Accademia militare di Belgrado da cui uscì nel 1899.
Divenuto podporučik il 30 settembre 1899, fu assegnato all'arma di fanteria, prestando servizio di prima nomina a Čačak. Qui si sposò con Ljubica (1885 - 1956), figlia del generale Pavle Bošković. La coppia ebbe quattro figli, Vera (1907), Vojislav (1908), Aleksandar (1913) e Radmila (1915). Fu promosso tenente il 22 febbraio 1903, kapetan druge klase il 29 aprile 1906, kapetan prve klase il 25 dicembre 1909, e major il 29 giugno 1911. Frequantato il corso per ufficiale di Stato maggiore nel 1909, nel gennaio 1912 fu mandato in Francia al fine di completare il proprio addestramento come ufficiale, assegnato al 103e Régiment d'infanterie di Orléans.
Dopo lo scoppio della prima guerra balcanica rientrò in Serbia con un passaporto falso via Vienna. Con la Divisione "Morava II", appartenente alla 3ª Armata del generale Božidar Janković, combatté contro gli ottomani a Merdar (15-19 ottobre 1912) e poi a Bitola (16-19 novembre 1912). Prese parte anche alla seconda guerra balcanica svolgendo l'incarico di assistente capo di stato maggiore della Divisione "Morava II". Promosso podpolkovnik il 30 ottobre 1913, in quello stesso anno divenne capo di stato maggiore della Divisione territoriale Bregalničke I, ricoprendo tale incarico anche dopo lo scoppio della prima guerra mondiale. Promosso pukovnik il 1 ottobre 1915, lasciò l'incarico precedente nel corso del 1916. Con l'evacuazione dell'armata serba che raggiunse l'Albania, e poi via mare in Italia, egli andò in Grecia, a Salonicco, da dove partì la Francia il 16 marzo 1916.
Dapprima ebbe incarico di Capo del dipartimento delle operazioni dello Stato maggiore presso il Comando supremo a Corfù, e nel 1918 fu nominato Capo di stato maggiore della Divisione "Drina". Prese parte alle operazioni belliche che portarono allo sfondamento del fronte di Salonicco, e alla successiva avanzata dell'esercito serbo alla riconquista della propria patria. Dal 19 maggio al 2 luglio 1919, dopo la costituzione del Regno dei Serbi, Croati e Sloveni, assunse il comando del distaccamento militare della Carinzia, al confine con la Repubblica d'Austria. Il 20 giugno 1920 fu nominato Capo di stato maggiore del distretto della 2ª Armata, a Sarajevo, incarico che mantenne fino al 23 marzo 1923. Divenuto generale di divisione il 21 ottobre 1923, rimase in Bosnia fino all'11 aprile 1929, svolgendo nel contempo anche l'incarico di professore presso l'Accademia militare di Belgrado. Nel settembre 1930 fu mandato a Zagabria, dove assunse il comando del quarto Distretto militare dell'esercito; fu promosso generale d'armata il 17 dicembre dello stesso anno.
Il 12 maggio 1935 sostituì il generale Milan Nedić nell'incarico di capo di Stato maggiore dell'esercito jugoslavo, ricoprendo tale incarico fino all'8 marzo dell'anno successivo, quando fu sostituito dal generale Milutin Nedić. L'8 marzo 1936 sostituì il generale Petar Živković nella carica di Ministro della guerra e della Marina del Regno di Jugoslavia, mantenendola fino al 25 ottobre 1938 quando fu sostituito dal generale Milutin Nedić. Durante il suo mandato venne prestata particolare attenzione al potenziamento dell'aviazione.
Messo a riposo il 31 ottobre 1939, in seguito ricoprì vari incarichi, pubblicando numerosi articoli sulla rivista militare Ratnik e sei libri.
Sopravvisse alla seconda guerra mondiale, rimanendo in Jugoslavia dopo la proclamazione della Repubblica comunista di Tito. Si spense a Belgrado l'11 agosto 1960.

## Pubblicazioni
- Strategija, 1925.
- Osnovi strategije, 1928.
- Ko sam i šta sam bio, 2012.

### Annotazioni
1. ↑  La coppia ebbe altri due figli, un maschio Rastomir, e una femmina Zorka.

### Fonti
1. 1 2 3 4 5 6 7 8 9 10 11 12 13 14 15 16 17 18 19 20 21  Prvisvetskirat.
2. 1 2 3 4  Srpskaenciklopedija.